# ارشاد العوام
ارشاد العوام کتاب چهار جلدی است در عقاید از محمدکریم خان کرمانی رهبر فرقه شیخیه کریم‌خانیه، که آن کتاب را مهم‌ترین اثر کرمانی می‌توان دانست.
فرازهایی از کتاب ارشاد العوام توسط هنری کوربین به زبان فرانسوی ترجمه شد، آنگاه از فرانسوی به انگلیسی نیز گردانیده گردید.